# 團體工作
团体工作（英语：Group work），或称小组工作，是一种社会工作实践方法，它利用小组的形式来帮助个人和群体满足他们的社会情感需求和完成他们的任务目标。小组工作的理论和技术涉及对个体、小组和社会环境之间的相互作用的分析和干预。小组工作的价值和伦理遵循社会工作的专业准则，尊重人的尊严、自主和多元性，促进社会正义和民主参与，保护成员的隐私和机密性，获取知情同意，保持专业能力和发展。小组工作可以根据小组的形成方式和目的进行分类，形成方式可以分为自然小组和组织小组，目的可以分为治疗小组和任务小组。小组工作与个体工作相比，有一些优势和劣势，优势包括提供社会化和互助的机会，增强成员的自我效能和归属感，利用小组的动力和创造力，节省资源和时间等，劣势包括需要更多的计划和协调，可能存在成员之间的冲突和压力，难以保证机密性和个性化等。

## 历史和理论发展

### 起源
团体工作的历史可以追溯到19世纪末的英美社区，最初是为了帮助贫困和移民的人群，提供教育、娱乐、社交和社会行动的机会。团体工作的先驱包括Jane Addams, Joseph Pratt, Jessie Davis等，他们强调团体的力量和民主参与。团体工作也受到其他学科的影响，如医学、心理学、教育学等，逐渐发展出不同的理论和方法。

### 分类
团体工作可以分为两大类：治疗性团体和任务性团体。治疗性团体的目的是帮助个体改善其功能或适应环境，如支持团体、心理治疗团体、自助团体等。任务性团体的目的是完成某个特定的任务或目标，如委员会、团队、工作组等。不同类型的团体需要不同的技能和策略。

### 模式
团体工作的实践模式有多种，根据不同的目的、环境和任务而有所差异。Papell和Rothman（1962）提出了三种历史上重要的模式：社会目标模式、补救模式和互惠模式。社会目标模式强调团体成员的社会意识、社会责任和社会行动，适用于社区组织和社会变革的场合。补救模式强调团体成员的个人问题和行为改变，适用于心理健康和康复的场合。互惠模式强调团体成员之间的相互帮助和适应，适用于支持和自助的场合。这三种模式并不是互斥的，而是可以根据实际情况进行选择和整合。

### 研究
团体工作的知识不仅来自实践经验，也来自社会科学的研究。社会科学家通过实验室和自然观察的方法，探索了团体的基本属性和过程，如团体影响、团体凝聚力、团体发展、团体领导等。这些研究为团体工作提供了理论和证据的支持，也指出了团体工作的局限和挑战。团体工作的从业者应该关注和利用研究成果，同时也应该参与和促进研究的发展。

## 群体动力学
群体动力学是指小组成员之间的相互作用所产生的力量，影响个人和整个小组的行为和态度。小组工作者的任务之一是引导群体动力学的发展，以满足成员的社会情感需求，同时促进小组的目标实现。群体动力学的两个重要方面是沟通和互动模式，以及小组凝聚力。沟通和互动模式是指小组成员通过语言和其他符号传递意义的过程和方式。小组工作者应该注意沟通的内容和形式，以及它们对小组的影响。小组凝聚力是指小组成员留在小组中的各种力量的结果。小组凝聚力包括成员之间的吸引力、小组的统一感和团队合作感。小组凝聚力对小组的满意度、表现和目标达成有重要作用。

## 领导力
领导力是指引导小组和成员的发展的过程，旨在帮助小组和成员实现符合社会工作价值的目标，同时满足成员的社会情感需求。领导力包括任务领导和关系领导两个方面，以及促进小组动力的过程领导。领导者应该合理使用自己的权力，不要否认或滥用权力，而是要与成员分享权力，激发和支持成员的内在领导力，帮助成员实现自我赋权和自我导向的改变。早期的领导理论主要关注领导风格，如自由放任、民主和专制。后来的理论强调领导方式应该根据不同的情境因素而变化，即所谓的权变理论。近年来，转型领导理论受到重视，它强调领导者应该具有魅力、愿景、创新和个性化的特质，能够激励和变革成员，使他们与小组和组织的目标一致。小组领导的互动模型中，领导力不仅取决于指定的领导者，而且受到小组的目的、问题类型、环境、小组整体、小组成员等多个因素的影响。这个模型强调领导力是一个共享、互惠、交易、转型、合作和适应的过程，需要领导者灵活运用不同的技能和方法来应对不同的情境。

## 基础理论

### 需要层次理论
需求层次理论是马斯洛于1943年《心理学评论》的论文〈人类动机的理论〉中所提出的理论。该理论的一个基本假设就是“人是一种追求完全需要的动物”，是解释人格和动机的重要理论。需求层次理论认为，人的需要分为五个等级：生理需要、安全需要、社交需要、尊重的需要、自我实现的需要。不同人的需要各不相同，但可依照不同层级提出激励措施。

### 人际需要理论
社会心理学家威廉·舒茨（William Schutz）在1958年提出的一种人际关系理论。舒茨认为，个人在群体中互动过程中，都有三种基本的人际关系需要：包容需要、支配需要和情感需要，这三种需要各具有主动和被动两种形式。

### 社会学习理论
社会学习理论即社会认知论，是美国心理学家阿尔波特·班杜拉提出的社会心理学基础理论。主要内容包括，观察学习与模仿、替代强化（观察他人的行为奖惩）、强调认知的重要性、交互决定论。

### 小组动力学
小组动力学理论（Group dynamics）是又称团体动力学、群体动力学。最初由勒温于1939年提出，主要用来研究群体中成员之间的互动过程中，小组的结构性，小组成员的人际关系及相互影响，小组内部的凝聚力，小组的成员动机与群体目标，以及小组领导方式和小组发展等内容。

### 镜中自我理论
查尔斯·库利在《人性和社会秩序》(1902)一书中提出镜中自我概念。他认为，在与他人社会互动的过程中，我们感知到他人对自己的反应和评价，从而建立起自我意识、自我形象和自我评价，也就说这种互动过程造就了个人的性格。

## 小组工作的发展阶段
卡兰德等人的研究将小组的发展分为5个阶段。
- 前属期(Pre-affiliation)。也即小组开始阶段，组员试图与陌生人建立初步关系。社工于此阶段鼓励成员表达对小组和其他组员的期望。
- 权力和控制期(Power and Control)。当小组建立后，组员逐渐找到了安全感，并试图确立自己在小组中的角色。这是一个动荡时期，个别无法从小组中获得安全和满足的组员可能会选择退出小组。
- 亲密期(Affiliation )。组员关系更为亲密，公开比较小组生活和家庭生活，亦会出现移情，并开始思考小组的目标。
- 差异期(Differentiation )。此期形成良好的小组。小组的规范和标准成为组员行为的参考，相互支持和沟通。成员们联合合作以期能提出现实的建议或实施大型的项目和方案。
- 分离期(Termination )。小组因工作目标的达成等多种原因而面临解体。此期社工需处理各种焦虑情绪，如内聚、逃避、拒绝分离、情绪反复等。

## 參看
- 舒茨：基本人际关系取向
- 社会工作
- 睦鄰運動